# Jonas Unge
Jonas Unge, född 3 februari 1681 i Sunnersbergs socken, död 25 mars 1755 i Lidköping, var en svensk präst och riksdagsledamot.

## Biografi
Jonas Unge var son till kyrkoherden i Sunnersbergs socken, Ambernus Unge och Helena Gyltbackia, samt bror till Andreas Unge. Han inskrevs vid Uppsala universitet 1701 och blev nio år senare magister. Åren 1710-1714 tillbringade han i England och Holland, under vilket han vidareutbildade sig och nyttjade det ansenliga biblioteket vid universitetet i Oxford, återkom till Sverige på grund av krig, prästvigdes och blev 1715 vice pastor i Varnhems socken. 1720 tillträdde han som kyrkoherde i Vånga socken och kontraktsprost, och överflyttade 1730 till Lidköping som prost och kyrkoherde.
Unge var riksdagsman 1719, 1720, 1723 och 1742. 1743 var han en av de fullmäktige som emottog Adolf Fredrik, då kronsprins.
Jonas Unge var gift med Catharina Swedenborg, dotter till Jesper Svedberg och Sara Behm, samt syster till Emanuel Swedenborg. Dottern Helena var först gift med Johannes Gillnæus och sedan med friherre Carl Adam Silfverhielm, dottern Teofila först med Lars Noring och sedan med systerns svåger friherre Fredrik Silfverhielm, dottern Stina Cajsa med Åke Leijonstolpe, och sonen Jesper var kvartermästare.